# 8 (getal)
Acht is het natuurlijke getal dat zeven opvolgt en aan negen voorafgaat. Het getal wordt weergegeven door het enkele cijfer 8. 

## In de wiskunde
- Acht is een fibonaccigetal, zijnde 3 + 5. Het op 8 volgende fibonaccigetal is 13, zijnde 5 + 8.
- Acht is ook het kleinste getal dat op meer dan een manier partitioneerbaar is in drie verschillende positieve gehele getallen: 8 = 1 + 2 + 5 en 8 = 1 + 3 + 4.
- Er bestaan vijf regelmatige veelvlakken; een daarvan is het regelmatige achtvlak: de octaëder.
- Het octale getalstelsel (8-tallig stelsel) is het getalsysteem met grondgetal 8.

## In de natuurwetenschap
- Het atoomnummer van zuurstof is 8.
- Een spin heeft 8 poten.
- Het zonnestelsel telt 8 planeten.
- Een byte bestaat uit 8 bits.
- In de kleurcode voor elektronische componenten wordt 8 aangeduid met de kleur grijs.
- In de kleurcodering in de bibliotheek wordt de 8 door de letter K op een groen vlak gerepresenteerd.
- Acht uur in de avond wordt vaak als 20.00 uur geschreven

## In het Nederlands
- Acht is een hoofdtelwoord.
- Het cijfer 8 wordt bij sms-berichten wel gebruikt ter afkorting van woorden waarin "acht" of "achten" voorkomt, zoals wachten (w88, w8& of w8n), nacht (n8), lacht (l8) en verwacht (verw8).
- In het Nederlandse onderwijs wordt kinderen geleerd de 8 te beginnen bij de linkerbovenkant van het onderste rondje en dat linksom te schrijven om bij het midden rechtsom het bovenste rondje toe te voegen. Begin en einde vallen daarbij niet samen, een klein stukje lijn verbindt beide rondjes. In veel andere landen begint men geheel bovenaan met het bovenste rondje rechtsom te schrijven en na het midden linksom het onderste rondje toe te voegen om na het midden het bovenste rondje af te maken. Het midden vormt daardoor een kruis.

## Andere betekenissen

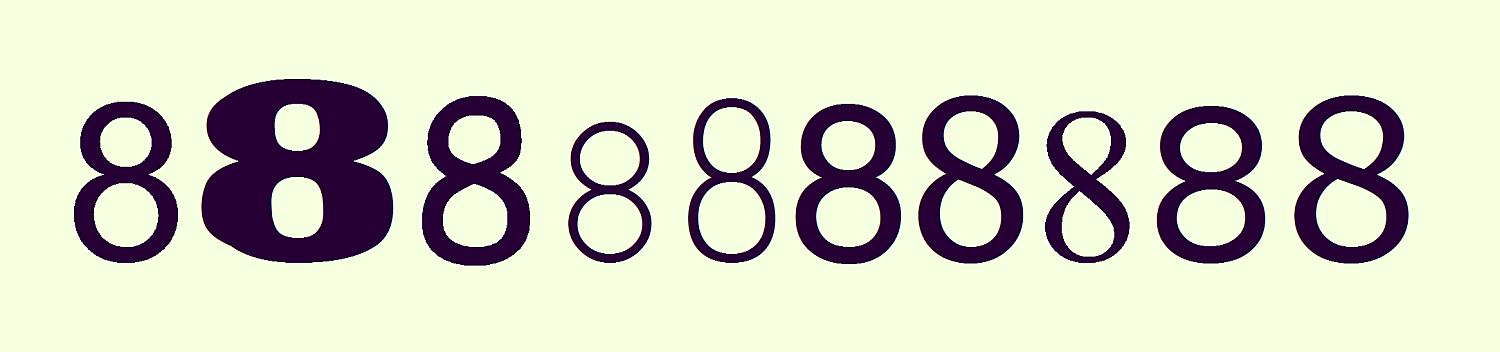
Het cijfer 8 in de volgende lettertypen: Arial, Antimony Funk, Comic Sans, Courier, Letter Gothic, Helvetica, Tahoma, Times New Roman, Univers en Verdana

- Een Acht is de grootste, snelste, officieel erkende wedstrijdroeiboot.
- Een schaakbord heeft 8 × 8 velden.
- Acht is een waarde van een speelkaart; een van de piketkaarten.
- Acht is een dorp ten noorden van Eindhoven.
- Acht is een oud woord voor aandacht (achting); geef acht betekent opletten. Hierop is het spreekwoord "Acht is meer dan negen" gebaseerd. "Ergens (geen) acht op slaan", er (geen) aandacht aan besteden. "Achting hebben voor iemand" is ook hierop gebaseerd.
- "Geeft acht" is een militair bevel, een term die gebruikt wordt bij het exerceren.
- Acht komt ook voor als SI-voorvoegsel octa- (Grieks) en octo- (Latijn), zoals in octopus.
- Een octet is een muziekensemble van acht muziekinstrumenten of zangstemmen.
- "8" is een geluksgetal in Japan. Acht betekent in het Japans Hachi, wat ook de naam was van de bekende hond 'Hachi'.

## Symbool
- In gedrukte vorm is het symbool meestal symmetrisch ten opzichte van een verticale as, maar niet helemaal symmetrisch ten opzichte van een horizontale as, doordat het bovenste rondje kleiner is dan het onderste. Handgeschreven is er meestal geen spiegelsymmetrie; 180° gedraaid is er meer gelijkenis dan gespiegeld.
- Als een versie van het symbool met beide rondjes even groot een kwartslag wordt gedraaid, ontstaat ongeveer een lemniscaat: {\displaystyle \infty }, onder andere het teken van/voor oneindigheid.

## Evolutie van de vorm
nul ·
een ·
twee ·
drie ·
vier ·
vijf ·
zes ·
zeven ·
acht ·
negen ·
tien ·
elf ·
twaalf ·
dertien ·
veertien ·
vijftien ·
zestien ·
zeventien ·
achttien ·
negentien ·
twintig